# Groscavallo
Groscavallo – miejscowość i gmina we Włoszech, w regionie Piemont, w prowincji Turyn.
Według danych na rok 2004 gminę zamieszkiwały 213 osoby, 2,3 os./km².